# أكسيونا
أكسيونا (بالإسبانية: Acciona, S.A) هي شركة قابضة إسبانية متخصصة في المنشأت المدنية والهندسة والبنية التحتية.

## تاريخ
يعود تاريخ الشركة إلى عام 1862 عندما تأسست شركة MZOV. سنة 1978 اندمجت MZOV مع شركة Cubiertas y Tejados، التي تأسست سنة التي تأسست عام 1916، ليشكلوا شركة Cubiertas y MZOV.
في عام 1997 اندمجت مرة أخرى مع شركة إنتركاناليس وتافورا (بالإسبانية: Entrecanales y Tavora) ، التي تأسست في عام 1931، وشكلوا بهذا الاتحاد شركة NECSO Entrecanales Cubiertas S.A.. التي تم تغيير اسمها لاحقا إلى أكسيونا.

## وصلات خارجية
- الموقع الرسمي